# Oxyurostylis tertia
Oxyurostylis tertia is een zeekommasoort uit de familie van de Diastylidae. De wetenschappelijke naam van de soort is voor het eerst geldig gepubliceerd in 1943 door Zimmer.